# Gestação prolongada
Gestação prolongada, gestação pós-termo ou pós-datismo é, na espécie humana, a condição de um bebê que ainda não nasceu após 42 semanas de gestação, ou seja, duas semanas além do período normal. Após a 42.ª semana de gestação, a placenta, que fornece ao bebê nutrientes e oxigênio da mãe, começa a envelhecer e eventualmente poderá parar de funcionar adequadamente.
Nascimentos pós-termo podem trazer riscos à mãe e ao bebê, incluindo desnutrição fetal. Se o feto excretar sua primeira matéria fecal (mecônio) — o que costuma ocorrer apenas após o nascimento — e então respirá-la, pode contrair síndrome de aspiração meconial. Por conta disso, a gestação prolongada pode ser uma razão para a indução do trabalho de parto.

## Causas
As causas da gestação prolongada são desconhecidas, mas são mais prováveis quando a mãe já passou por uma situação semelhante; em casos de sobrepeso ou obesidade; e quando se trata do primeiro filho (nuliparidade). Mulheres nulíparas correm um risco de 1,4 a 2,0 vezes maior de sofrerem uma gestação prolongada, enquanto mulheres obesas ou com sobrepeso correm um risco de 1,3 a 1,4 maior em comparação a mulheres com peso normal.
A data de previsão do parto pode ser calculada erroneamente se a mãe não tiver certeza do último período menstrual. Em caso de erro no cálculo, o bebê pode nascer antes ou depois da data prevista. Nestes casos, tecnicamente não se trata de um parto na data errada.
A gestação prolongada pode também ser atribuída a ciclos menstruais irregulares. Quando o período menstrual é irregular, fica difícil calcular o período de ovulação e as subsequente fecundação e gravidez. No entanto, na maioria dos países onde a gestação é acompanhada por tecnologia ultrassônica, isso é menos provável.

## Sinais e sintomas
Os sintomas de gestação prolongada variam, porém os mais comuns em neonatos são pele seca, unhas exageradamente grandes, dobras nas palmas da mão e solas do pé, pouca gordura, comportamento hiperativo, excesso de cabelo na cabeça e uma descoloração marrom, esverdeada ou amarelada da pele. Entretanto, alguns bebês de gestação prolongada mostram poucos ou nenhum sinal da condição.
O diagnóstico da gestação prolongada é feito pelos médicos com base na aparência física do bebê e na duração da gravidez da mãe.

### Riscos à saúde do feto ou neonato
- Redução da perfusão placentária: Depois que uma gravidez ultrapassa o período de quarenta semanas, os médicos acompanham de perto a mãe para sinais de deterioração placentária. No final da gravidez, cálcio é depositado nas paredes dos vasos sanguíneos, e proteínas são depositadas sobre a superfície da placenta, o que altera sua composição. Isso limita o fluxo sanguíneo através da placenta e, em último caso, leva à insuficiência placentária, com o bebê não sendo mais adequadamente nutrido. Em casos assim a indução do trabalho de parto é altamente recomendada. Embora a deterioração de fato da placenta não tenha início até a 48.ª semana, os médicos recomendam, por causa dos riscos, que o parto seja induzido a partir da 42.ª.
- Oligo-hidrâmnio.
- Aspiração meconial.

### Riscos à saúde materna
- Macrossomia fetal;
- Aumento da incidência de parto com auxílio de fórceps, vácuo ou cesárea: Bebês de gestação prolongada podem ser maiores que o normal, aumentando, assim, a duração do trabalho de parto. O trabalho é maior porque a cabeça do bebê é grande demais para passar pela pelve da mãe, problema chamado desproporção cefalopélvica e que normalmente requer cesárea.[12] Quando bebês de gestação prolongada são maiores que a média, fórceps ou extração a vácuo podem ser usados para amenizar as complicações no momento do parto.
- Distócia de ombro: A dificuldade da passagem do ombro pela pelve torna-se um risco aumentado.[13]
- Aumento do estresse psicológico.
- Provável necessidade de indução do parto.

## Monitoramento
Uma vez que um bebê é diagnosticado como fruto de uma gestação prolongada, a mãe deve ter à disposição monitoramento adicional, que irá fornecer detalhes importantes sobre o estado atual da saúde do bebê.

### Registro de movimentos fetais
Movimentos regulares do bebê são o melhor sinal para indicar que ele ainda está em boa saúde. A mãe deve manter um "gráfico de chutes" para registrar os movimentos do seu bebê. Menos de 10 movimentos em 2 horas não é um bom sinal, pois uma redução no número de movimentos pode indicar uma deterioração placental, o que requer atenção médica.

### Monitoramento eletrônico do coração fetal
O monitoramento eletrônico da frequência cardíaca fetal é um teste não estressante feito a partir de um cardiotocógrafo, que mensura os batimentos cardíacos do bebê durante um intervalo típico de 30 minutos. Se a pulsação aparenta estar normal, a indução do trabalho de parto não costuma ser sugerida.

### Ultrassonografia
A ultrassonografia avalia a quantidade de líquido amniótico ao redor do bebê. Se a placenta está a deteriorar-se, a quantidade de líquido será baixa, e a indução do trabalho de parto deve ser recomendada. No entanto, ultrassons não são sempre precisos, já que leva-se em conta o desenvolvimento do feto, e se este for menor que o normal, a idade calculada para o bebê pode estar errada.

### Perfil biofísico
Um perfil biofísico verifica batimentos cardíacos, tônus muscular, frequências de respiração e movimento, e a quantidade de fluido amniótico ao redor do bebê. Os dados são então comparados a valores padronizados para estabelecer a saúde do feto.

### Estudo da velocimetria Doppler
O estudo da velocimetria Doppler é um tipo de ultrassom que mede a quantidade de sangue que flui dentro e fora da placenta, dados esses que podem ser usados para estimar a perfusão placentária.

## Manejo
Uma mulher que chegou a 42 semanas de gravidez pode optar pela indução do parto. Alternativamente, ela pode escolher por "observar e aguardar", isto é, esperar que o parto ocorra naturalmente. Quando se opta por observar e aguardar, recomenda-se que seja feito o monitoramento do bebê com cardiotocografias regulares, ultrassom e perfil. A estimava dos riscos de "observar e aguardar" varia conforme os estudos.

### Indução do trabalho de parto
A indução do trabalho de parto é feita a partir de métodos artificiais, seja pelo uso de medicação ou de outras técnicas, e é geralmente induzido apenas quando há potencial perigo para a mãe ou para o filho. Há várias razões para a indução do trabalho: a bolsa amniótica rompe, mas as contrações ainda não se iniciaram; o bebê é pós-termo; a mãe tem diabetes ou pressão arterial elevada; ou não há líquido amniótico suficiente ao redor do bebê.
A indução do parto não é sempre a melhor opção, pois apresenta consigo riscos próprios. Por conta disso, médicos tentam evitar a indução do trabalho a menos que seja totalmente necessário. Às vezes as mãe pode sugerir que o parto seja induzido por motivos que não sejam médicos, o que é chamado de indução eletiva.

#### Procedimento
Entre os métodos existentes para indução do parto, os quatro mais comuns são:
- Remoção das membranas: O médico insere um dedo no colo da mãe e move-o de maneira a separar a membrana conectando o saco amniótico, onde está o bebê, das paredes do útero. Uma vez que esta membrana é removida, o hormônio prostaglandina é liberado naturalmente no corpo da mãe e iniciam-se as contrações.[16] Na maior parte dos casos, fazê-lo apenas uma vez não irá imediatamente iniciar o trabalho, sendo necessário que se repita até que o hormônio estimulante seja liberado até que se desencadeiem as contrações. Remover as membranas leva apenas alguns minutos e causa algumas cólicas intensas, mas nem sempre funciona. Muitas mulheres relatam uma sensação semelhante à de urinar, enquanto outras relatam ser muito doloroso.
- Rompimento do saco amniótico: O procedimento é também chamado de amniotomia. Nele, o médico usa um gancho de plástico para remover a membrana e romper o saco amniótico, e dentro de poucas horas o trabalho de parto se inicia. Ter o saco amniótico rompido é descrito como um puxão leve, seguido do fluxo de um líquido morno.
- Administração do hormônio prostaglandina: Fornecer o hormônio prostagladina amadurece o colo do útero, ou seja, o colo do útero amolece,[19] afina ou se dilata. A droga dinoprostona é administrada oralmente, na forma de comprimidos; ou em forma de gel, como uma inserção. A aplicação é feita no hospital, no período da noite.
- Administração do hormônio pitocina: O hormônio oxitocina é normalmente administrado na forma sintética, chamada pitocina, através de injeção intravenosa, o que estimula as contrações a ocorrer com mais frequência que o normal, intensificando-as. Pode também ser utilizado para reiniciar o trabalho de parto quando este estiver desacelerando-se.

## Epidemiologia
A incidência de gestação prolongada varia conforme a metodologia de contagem. Quando a contagem é baseada no último ciclo menstrual, a incidência é de 10 a 12% dos casos. No entanto, quando é feita por ultrassonografia, o valor cai para 3%.